# 凶宅

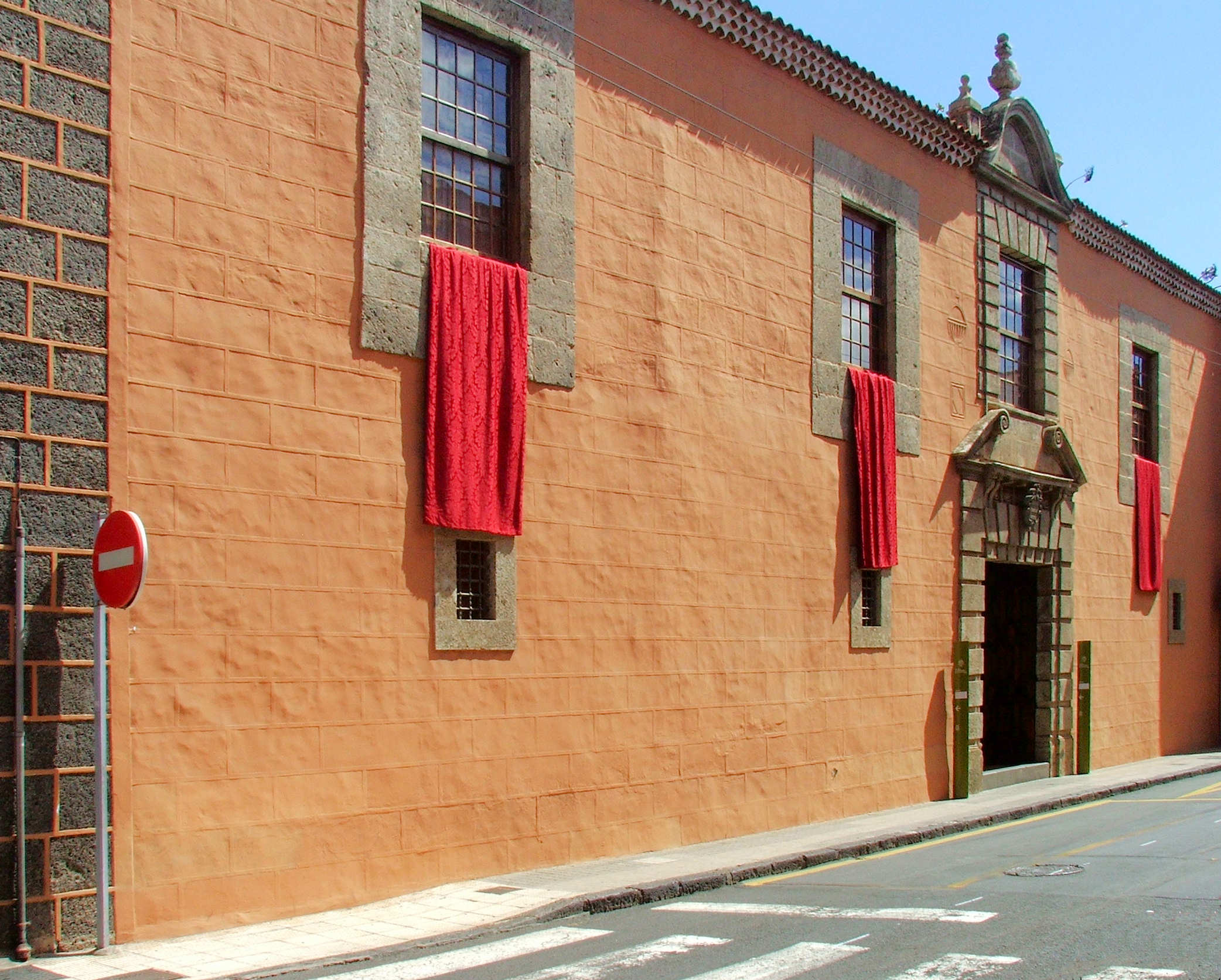
西班牙著名兇宅，莱尔卡罗家族府邸，現開放為博物館

兇宅是指曾發生枉死、他殺、含冤或恨而自殺等非自然死亡事件，同时伴随人们的相关心理因素 或是靈異事件頻傳的建築物。以靈學角度來說，這些都是因兇殺案、災難不甘而死的冤魂想要報復、抓交替、留戀人間或不甘心等各種不可知的理由。此類建築物通常令住戶心生畏怖，有所忌諱，因而價格偏低。然而，从自然科学的角度来看，许多研究已表明这些靈異事件通常是由该建築物的建筑结构或材料，或人類心理作祟所导致。

## 名稱
凶宅在日語中被稱作，在韓語中被稱作「／」。

## 特性
凶宅物業通常不受買家與租戶歡迎，所以該樓價與租金是反常地低於市場價，且銀行通常不願意承作凶宅的房屋貸款。但也有買家因為其便宜，反而勇於買進。例如曾任立法委員及臺北市政府勞工局長蘇盈貴其在高雄的住宅即為凶宅。而有些凶宅則會改為宗教場所，例如方保芳外科诊所命案後，發生命案的診所改為佛堂；林義雄住宅兇殺案後該住宅改為基督教教堂。
凶宅若果傳聞有超自然靈異現象例如鬧鬼，就稱作鬼屋。但鬼屋跟凶宅並無絕對相關，凶宅不見得鬧鬼，且絕大多數的鬼屋沒有發生過任何命案。
凶宅泛指房屋而言，而不是土地。凶宅不論如何轉手買賣，對於凶宅的定義不會因此改變，故買賣凶宅，賣方有告知買方的義務。
但是一般情況下，凶宅建築物若拆除，空地經陽光曝曬一年以上後再行重建，則該重建後之建築物不被視為凶宅。

## 認定
凶宅在中華民國法律上的認定通常是依內政部2008年的函釋，或是依照法官對此函釋做更寬鬆的認定。依內政部函釋，成立凶宅的條件可以歸納為三點：一、凶殺或自殺死亡。二、發生地為專有部分。三、事件發生在賣方持產權期間。一般民間對於凶宅看法是:直接發生命案(指刑案凶死、自殺他殺或意外身故)的第一、二、三現場為凶宅(其他動物非自然身故不在此內)；因此，並不包含屋內曾經發生人(及其他動物)自然死亡，如老死、病故，甚或原建築基址位於已完成遷葬處置的墓地、刑場等。而發生在住宅公共區域，如社區中庭、停車場或騎樓、步道等處，亦不構成凶宅瑕疵。如命案發生於屋內，但送醫到院後經救治無效而在醫院身故，此標的物也不構成凶宅瑕疵。
如果不清楚凶宅如何判斷，網路上也有「智慧凶宅判斷系統」可以協助判斷。
值得留意的是，如死因雖經判明為老病死等自然身故現象，但因陳屍經日未及時依禮俗殮葬而屍身腐朽、血水浸漫並致惡臭者，因為會帶給人主觀上凶死而未得善終妥善處理之觀感，而恐懼其日後鬼魂為祟，此亦成構成凶宅瑕疵。此外，所謂感應屋內有不明精怪為虐、邪靈進入盤據等，因純涉個人精神層面之認知與主觀表述，不能認定為凶宅。綜合前述，可知民間對凶宅的認定，常為死者在其最後意識若存若亡之際，留下深深遺憾或對他人執著強大負面感受之場所，因為相信人死後怨念能化作精魂作祟（中國民俗文化觀點，如《左傳·昭公七年》：「匹夫匹婦強死，其魂魄猶能馮依於人，以為淫厲。」，即人橫死後魂魄作祟），故該處所即有可能成為導致用戶身心運等方面均受到負面力量干擾甚或牽引的凶宅。

## 法院判例
- 不承認精神感受層面的減價而敗訴

中華人民共和國的南京人民法院於2017年曾有判例做出司法論述，一所房屋內因有人自殺成凶宅，該房由一公司法人承租為宿舍所以承租人並未死亡，房東控告承租公司索賠凶宅導致的價值減損和其他損失45萬人民幣，最終法院認定所謂精神損失無理據、價值減損由於並未發生交易，都只是「假設性」價值所以也無理據，就算發生交易顯示該房屋賣價低於附近，但房價漲跌極度主觀於買賣雙方，也許遇到不迷信的買方又會是另一種價錢，且各種因素不可預知的屋內與屋外事件，甚至鄰居或周邊建設了什麼有利設施和厭惡設施，都會影響房價漲跌，這是持有房屋者必須正反全面承受之事所以不可歸咎於他人。但房內屍水和氣味導致要重新裝修和換家具有理，所以判賠4萬多人民幣。
- 承認精神感受層面的減價而勝訴

臺灣高等法院2018年亦有根據內政部凶宅定義函釋的台灣判例，一女子在租屋自殺導致該房凶宅化，影響房價，房東向其繼承子女求償房價差額成功。通常引用中華民國民法「物之瑕疵」概念判賠，如到汽車旅館燒炭、五星級飯店割腕，業者也可求營業損失，甚至請道士作法的額外支出也可求償。
- 依靠預防性條款而勝訴

北京通州區人民法院2018年則發生另一案例，一對夫妻385万元人民幣購房入住一年並裝修後發現為曾有人自殺的凶宅要求卖家和中介公司赔偿140万元，然而在仲介合約中因為有載明「未发生过非正常死亡事件否则买房人可以要求退房，并要求卖房人承担违约责任。」所以獲法院接案，但一審判決金額並未向外界公佈。
- 以未揭露訊息而勝訴

2019年江蘇省靖江市判例，林姓家庭買給兒子的婚房在交易完成後由鄰居口中得知是前前任房主兒子自殺房，而前任房主在日後的法庭調查得知明顯知道是凶宅，因為其與前前房主為此事打架還曾有報案紀錄，之後不甘損失想再將此房甩給下一人，由受害人變成加害人，最後法院判決隱瞞商品重大訊息未揭露違反誠信原則，判決合約無效可以退款退房，但駁回額外的精神損失賠償要求。
- 以習慣原則而勝訴

2023年起央視的司法案例宣講表明中華人民共和國民法典施行後對於凶宅糾紛長期以來各法官見解不一情況，統一採行習慣成法原則，也就是不再糾結此種封建迷信事物是否有採信必要，而是告訴乃論情境下的習慣原則，在有人提告被蒙騙凶宅訊息而購買時採信必須披露死亡事件已是社會約定俗成的「契約習慣」，不遵守此一習慣者視同欺詐，可以判決購房無效返還錢款和事件過程損失。2021年的一起重慶判例中賣方有告知房屋中介是凶宅，但中介告訴賣方最好隱瞞比較好賣，於是簽約時賣方和中介都未說話，事後買方勝訴獲賠退款、律師費、附帶損失等三項，司法見解為賣方所稱「已經告知中介但中介講不講由他」的辯護理由不成立，賣方親自當面告知買主凶宅是義務，不可用他人作為推卸義務的工具，之後此四川案做為電視普法案例讓凶宅類案件在民法典時代畫下定論。

## 各地情況

### 北京
晚明大臣楊漣、崔呈秀曾先後在京師（今北京）同一宅第居住，二人皆死於非命。繼而御史張聚秀卒於其中，人以為凶宅。

### 香港
香港的樓宇賣家一般都會避開購入曾經發生非正常死亡個案的住宅單位，死亡個案包括自殺和被殺，銀行一般不會為這類單位提供估價及為買家提供按揭，即使銀行批出按揭仍會被大幅降低貸款額，由於買家多不願承接，因此兇宅的轉手會較為困難，所以這類住宅的價格一般要有大幅折讓才會有買家考慮購入。有部分發生兇案單位還會牽連同樓層甚至上下層的單位，如曾經發生殺夫烹屍案的康怡花園，事發單位的同一樓層及上下一層的各單位，均被銀行拒絕提供物業估計，香港有兇宅網站收錄這類單位的資料可供買家查閱。買家在簽訂臨時買賣合約前可要求賣方及物業代理聲明有關住宅單位不是凶宅，如賣方或物業代理作出誤導陳述，可要求取消交易及取回訂金，並向地產代理監管局投訴。

### 台灣
- 台灣四大知名凶宅[16]
  - 1998年新北市林口區林清岳凶宅，富家子林清岳殺害雙親。
  - 2001年洪若潭凶宅，企業家洪若潭夫婦用住處內的焚化爐自焚，據遺書，因再婚未獲家人諒解，3名子女「先走一步」，骨灰撒向大海。因未發現子女遺骸，而成懸案。
  - 2003年陳金火凶宅，陳金火、廣德強誘約施姓女保險業務員到機車行，毆打勒昏後性侵，殺害烹屍後，將肉塊丟到機車行水塔和化糞池。
  - 2006年花蓮縣吉安鄉五子命案凶宅，劉家5名子女屍體堆疊在3樓浴室，劉氏夫妻劉志勤、林真米失蹤。
- 如果再加上其他已偵破的命案，或者甚至至近日未能破案的案子，其案發地也被稱為兇宅，如：
  - 江子翠分屍案的所在地
  - 劉邦友血案的宅邸所在地
  - 白曉燕命案的案發地點等。

### 西班牙
特内里费历史博物馆。很多人声称看到过卡塔利娜·莱尔卡罗的鬼魂在博物馆的大厅里行走。安东尼奥·莱尔卡罗的女儿卡塔利娜被迫嫁给一位居高富有年长男人，但卡塔利娜并不满意这段权宜婚姻。于是她决定在婚礼当天跳入家族府邸大院中的水井而自殺身亡。

## 相關
- 鬼屋
- 地縛靈
- 法拍屋，有些凶宅是因為原屋主被銀行討債逼死，因此債權銀行查封房屋，而被法院拍賣房屋。
- 鬼屋 (游乐设施)（日语：お化け屋敷）